# Laurent Cagniat
Laurent Cagniat, né le 15 mars 1968 à Vitry-le-François, est un scénariste et dessinateur français de bandes dessinées.

## Biographie
Laurent Cagniat est né le 15 mars 1968 à Vitry-le-François (Marne). Il commence à dessiner dès l’âge de 8 ans. Après un bac B et le service militaire, il entre à l’École des beaux-arts de Reims pour cinq ans, et suit les cours du département Arts Graphiques et Publicité. Les trois dernières années, il travaille dans un atelier de communication, dessin animé et BD. Durant sa dernière année à Reims, après avoir réalisé quelques pages pour des concours, il participe à un album collectif retraçant 2 000 ans d’histoire de Châlons-en-Champagne. En 1992, il présente, aux éditions Delcourt, un projet personnel qui deviendra sa première série Vauriens, sous la plume de Luc Brunschwig. En 1999, sa seconde série, Urban Games ; au scénario, Luc Brunschwig encore ; Laurent Cagniat partage le dessin avec Laurent Hirn et Jean-Christophe Raufflet.

## Publications
- Vauriens (série terminée)
  - Tome 1 : Pop bras d'argile - scénario de Luc Brunschwig
  - Tome 2 : Dame Brèche-Dent - scénario de Luc Brunschwig
  - Tome 3 : Justine des Dieux - scénario de Luc Brunschwig

- Pitchi Poï
  - Tome 1 : Pitchi Poï - avec Claude Guth
  - Tome 2 : La Folie Pom'pet - avec Claude Guth
  - Tome 3 : Baby Belle - avec Claude Guth

- Tibill le Lilling
  - Tome 1 : Salade d'Ortiz - scénario de Ange